# Gordio de Capadocia
Gordio (En griego Γoρδιoς), un capadocio por nacimiento, fue el instrumento de Mitrídates VI (120–63 a. C.), rey de Ponto, en sus intentos de anexionar Capadocia al Reino del Ponto. Gordio fue empleado por él, en 116 a. C., para asesinar a Ariarates VI, rey de Capadocia. Gordio fue después tutor de un hijo de Mitrídates, quien, después del asesinato de Ariarates VII fue rey de Capadocia como Ariarates IX. Gordio fue enviado como el enviado de Mitrídates a Roma, y después, empleado por él para convencer a Tigranes II el Grande, rey de Armenia, para atacar Capadocia, y expulsar a Ariobarzanes I, a quien los romanos habían hecho rey de aquel país en 93 a. C. Sila restauró a Ariobarzanes al año siguiente, y condujo a Gordio fuera de Capadocia. Gordio se opuso a Lucio Licinio Murena en la batalla de Halys, 82 a. C.